# Дой Шома
Дой Шома (нар. 21 травня 1992, Ямаґата) — японський футболіст, що грає на позиції півзахисника.

## Клубна кар'єра
З 2011 року грає за команду «Касіма Антлерс».

## Виступи за збірну
Дебютував 2017 року в офіційних матчах у складі національної збірної Японії. У формі головної команди країни зіграв 2 матчі.

## Титули і досягнення
- Чемпіон Японії: 2016
- Володар Кубка Імператора Японії: 2016
- Володар Кубка Джей-ліги: 2011, 2012, 2015
- Володар Суперкубка Японії: 2017
- Переможець Ліги чемпіонів АФК: 2018
- Володар Кубка банку Суруга: 2012, 2013